# Ottokar I av Böhmen
Ottokar I, född omkring 1158, död 15 december 1230, var en przemyslidisk kung av Böhmen 1198–1230. Han var son till Vladislav II av Böhmen och far till Dagmar, vars make Valdemar Sejr var kung av Danmark. Gift med Adelheid av Meissen och sedan med Constance av Ungern.
Ottokar blev efter långvariga tronföljdsstrider 1197 hertig av Böhmen, medan hans bror Vladislav Henrik blev markgreve av Mähren. Redan 1198 erhöll han kungatitel. Genom att ansluta sig till kejsar Fredrik II vann han 1212 genom en "gyllene bulla" reglering av Böhmens förhållande till kejsarriket. Ottokar arbetade även på att öka sitt inflytande över de böhmiska biskoparna och på att säkra kronan åt sin ätt. Under hans sista är märktes motsättningar mellan det på uppåtgående Böhmen och Österrike.

## Galleri

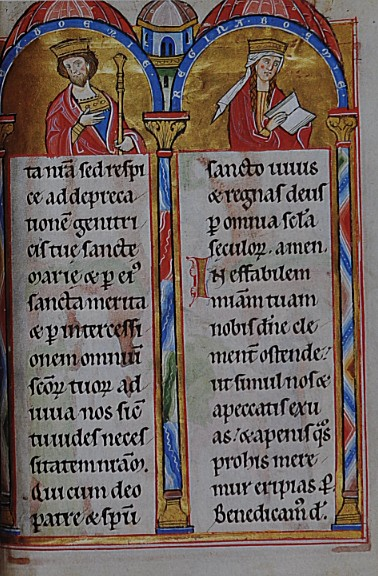
Ottokar I till vänster, tillsammans med sin andra fru Constance av Ungern till höger.